# 前68年
| 千纪： | 前1千纪 |
| 世纪： | 前2世纪 \| 前1世纪 \| 1世纪                                                                                |
| 年代： | 前90年代 \| 前80年代 \| 前70年代 \| 前60年代 \| 前50年代 \| 前40年代 \| 前30年代                           |
| 年份： | 前73年 \| 前72年 \| 前71年 \| 前70年 \| 前69年 \| 前68年 \| 前67年 \| 前66年 \| 前65年 \| 前64年 \| 前63年 |
| 纪年： | 西汉地节二年                                                                                               |

## 大事记
- 霍光病重逝世，臨終上書請分自己的封邑三千戶給其侄孫霍山，以繼承其兄長霍去病的香火。

## 逝世
- 霍光，西汉大司马大将军。